# 陳肇興
陳肇興（1831年—1866年？），字伯康，號陶村，台灣彰化人，清領時期詩人，人稱「詩史」。1862年遇戴潮春事件，至集集深山避難，協助清廷鎮壓戴潮春勢力。翌年事平，返回彰化故居。著有《陶村詩稿》八卷，末二卷又稱《咄咄吟》，內容描述戴案期間的經歷。

## 生平
陳肇興於咸豐三年（1853年）進入縣學就讀，後被補為廩膳生，咸豐八年（1858年）中舉。其別墅名為「古香樓」，日夜以讀書詠詩為樂。同治元年（1862年）戴潮春事件爆發，彰化縣城陷落，陳肇興逃到武西堡牛牯嶺山中，曾大力援助官軍，並於同年7月計畫謀殺戴潮春失敗。陳肇興在白天協助官軍平亂，夜晚則寫詩，題做「咄咄吟」。事件平定後返回老家，設教於鄉里。